# Лейманис, Леонид Янович
Леони́д Я́нович Ле́йманис (латыш. Leonīds Leimanis; 16 апреля 1910, Рига — 6 июля 1974, там же) —  советский и латвийский кинорежиссёр, народный артист Латвийской ССР (1965).

## Биография
Леонид Лейманис родился 16 апреля 1910 года в семье чиновника Яниса Лейманиса, в молодости игравшего на сцене петербургских театров.
Начинал свою карьеру, как актёр. Закончил драматическую студию Рижской народной высшей школы, которую посещал с 1927 по 1930. Служил в Рабочем (1927—1934) и Художественном театре (1934—1940). Среди ролей: Костя в пьесе В. М. Киршона «Рельсы гудят» и Ходжа Насреддин в одноимённой пьесе Л. В. Соловьёва и В. С. Витковича.
В первые годы Латвийской ССР — директор Художественного театра (1940—1941, 1944—1946). В кино с 1933, актёр и режиссёр студии «Латышское звуковое кино» (латыш. «Latviešu skaņu filma»). Был художественным руководителем Рижской киностудии (1946—1948) и одним из её ведущих режиссёров.
Принимал активное участие в оппозиционном рабочем движении после событий 1934 года. В годы войны был организатором и руководителем городской подпольной антифашистской организации «Сīņа» («Борьба»).

## Память
Похоронен в Риге на Лесном кладбище.

## Награды и почётные звания
- 1947 — Заслуженный артист Латвийской ССР
- 1956 — Орден «Знак Почёта»[2]
- 1965 — Народный артист Латвийской ССР
- Орден Ленина

## Фильмография
- 1947 — Возвращение с победой — второй режиссёр, актёр
- 1955 — Весенние заморозки — режиссёр
- 1957 — Наурис / Nauris — режиссёр и сценарист
- 1959 — Меч и роза — режиссёр и сценарист
- 1964 — Капитан Нуль / Kapteinis nulle — режиссёр
- 1966 — Эдгар и Кристина / Purva bridējs — режиссёр
- 1969 — У богатой госпожи / Pie bagātās kundzes  — режиссёр